# Чарновский, Николай Францевич
Николай Францевич Чарновский (1868—1938) — русский учёный в области технологии металлов и дерева, профессор Императорского Московского технического училища.

## Биография
Родился в селе Сокольники Славяносербского уезда Екатеринославской губернии. По национальности поляк. Его отец, унтер-офицер Франц Чарновский происходил из варшавских мещан. Осиротев в 12 лет, Николай Чарновский был вынужден зарабатывать на жизнь уже с раннего возраста: учаясь в третьем классе прогимназии, он стал давать уроки.
В 1886 году, окончив с золотой медалью Новочеркасскую гимназию, он поступил на математическое отделение физико-математического факультета Московского университета. После окончания университета в 1891 году с дипломом 1-й степени, он продолжил образование в Московском техническом училище, где под руководством профессора А. П. Гавриленко получил диплом инженера-механика в 1896 году.
Сначала Чарновский работал на машиностроительном заводе в Мытищах, а с 1899 года — на заводе акционерного общества «Сормово», где проработал до 1907 года, на различных руководящих должностях. На сормовских заводах Чарновский впервые в России ввел 8 часовой рабочий день вместо 12 часового в горячем цехе, которым тогда заведовал; осуществил механизацию, которая позволила перейти на трёхсменную работу.
С 1904 года он с А. П. Гавриленко начал читать в Московском техническом училище курс «организация и оборудование механических заводов», который ранее нигде в мире не преподавался. В 1907 году был избран адъюнкт-профессором Императорского Московского технического училища. В характеристике рекомендации комиссии училища о замещении должности профессора кафедры механической технологии металлов и дерева было отмечено, что в ходе многочисленных командировок по России и за границей, используя свой собственный опыт, полученный на крупных заводах, «инспектор учебных мастерских училища Н. Ф. Чарновский проявил весьма ценную способность к частным случаям практики применять научные методы решения задач». С 1914 года Чарновский был профессором училища по кафедре технологии металлов и дерева на инженерно-механическом отделении. Также он состоял сверхштатным экстраординарным профессором преподавателем в Московском коммерческом институте (1909—1924).
В 1909 году был избран секретарём Общества содействия успехам опытных наук и их практических применений. Был действительным членом Общества вспомоществования нуждающимся студентам училища. В 1914 году, с началом Первой мировой войны занимался переоборудованием некоторых уральских заводов.
В советское время Чарновский состоял на службе в Научно техническом совете (НТС) при Научно-техническом обществе ВСНХ, в 1922—1923 годах занимал должность председателя центрального совета НТС. В 1920-е годы Чарновский активно сотрудничал с различными организациями в сфере управления, в частности с Центральным институтом труда.
В 1930 году проходил в качестве одного из главных обвиняемых по делу Промпартии. Судебный процесс завершился обвинительным приговором: пятеро главных подсудимых, включая Чарновского, были приговорены к расстрелу, заменённому по решению ВЦИК десятью годами тюремного заключения. В 1937 году, 29 ноября, был арестован в Коврове и приговорен к расстрелу. Расстрелян 5 марта 1938 года.